# Oberwang
Oberwang là một đô thị thuộc huyện Vöcklabruck thuộc bang Oberösterreich, Áo. Đô thị Oberwang có diện tích 39 km², dân số thời điểm năm 2006 là 1593 người.